# 70 Pułk Piechoty (II RP)
70 Pułk Piechoty (70 pp) – oddział piechoty Armii Wielkopolskiej i Wojska Polskiego II RP.

## Formowanie i zmiany organizacyjne
W grudniu 1919 batalion zapasowy pułku stacjonował w Pleszewie.
10 lutego 1920 przemianowano 12 Pułk Strzelców Wielkopolskich nadając pułkowi nazwę 70 pułku piechoty.

### Mapy walk pułku

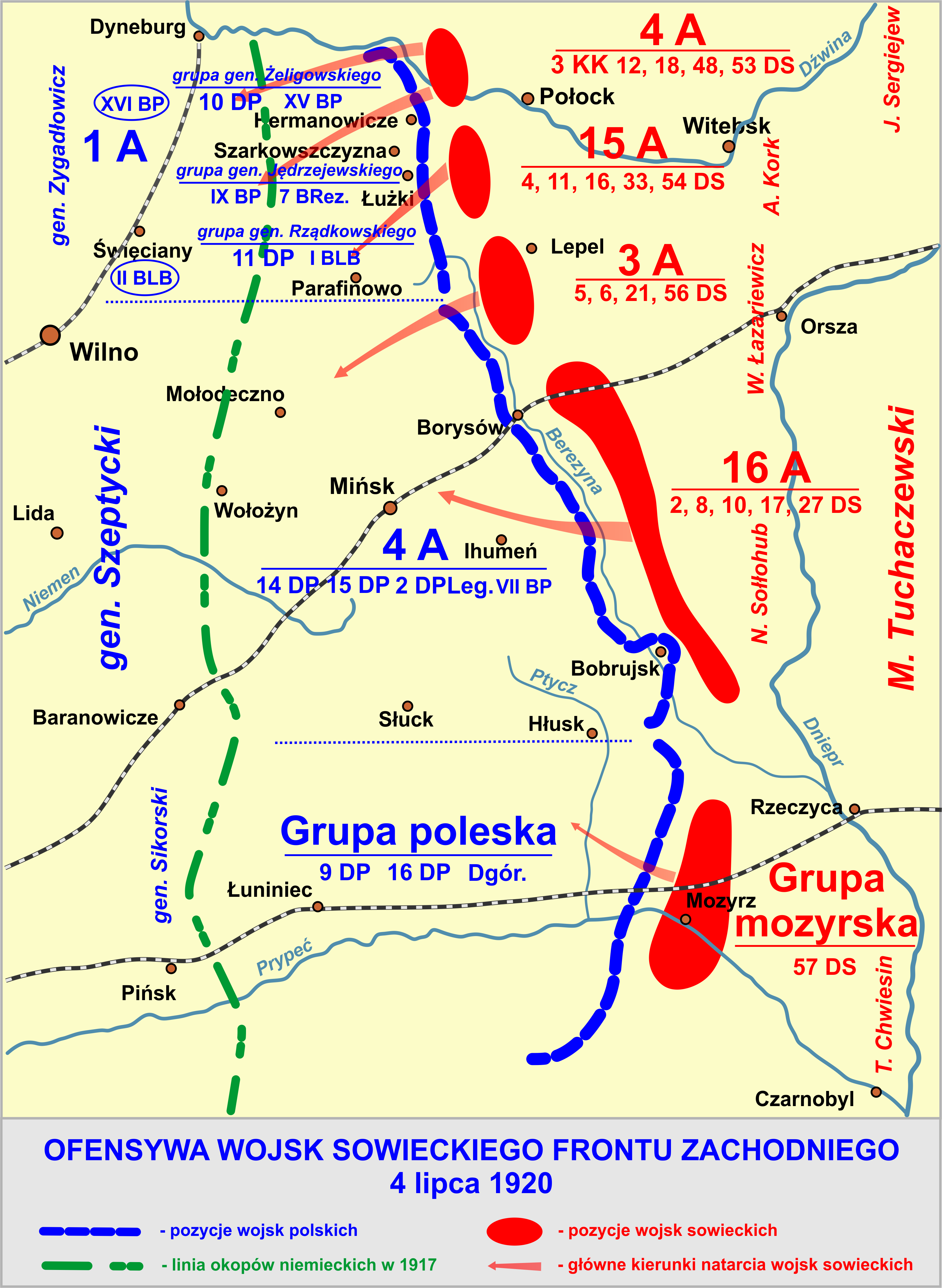
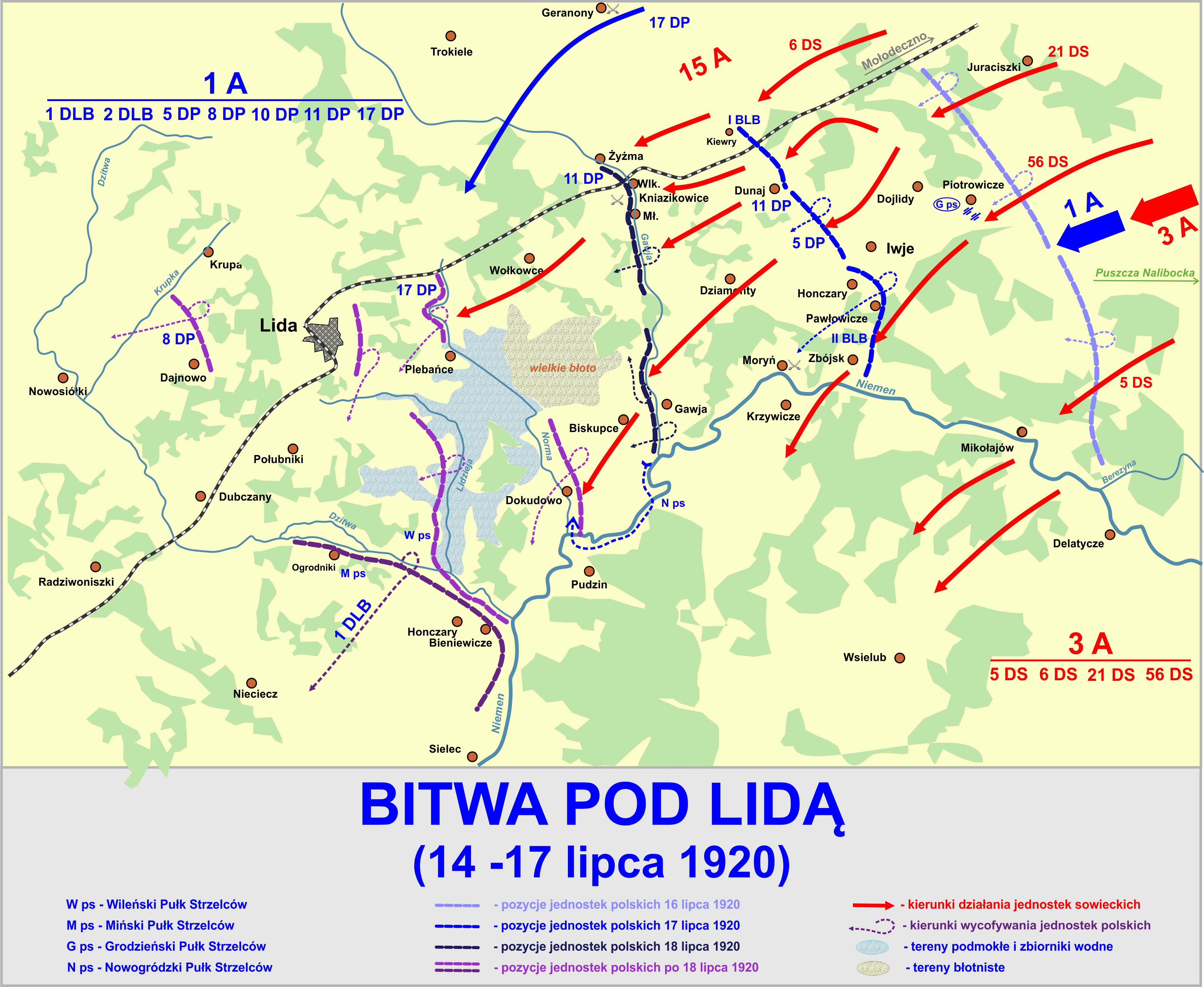
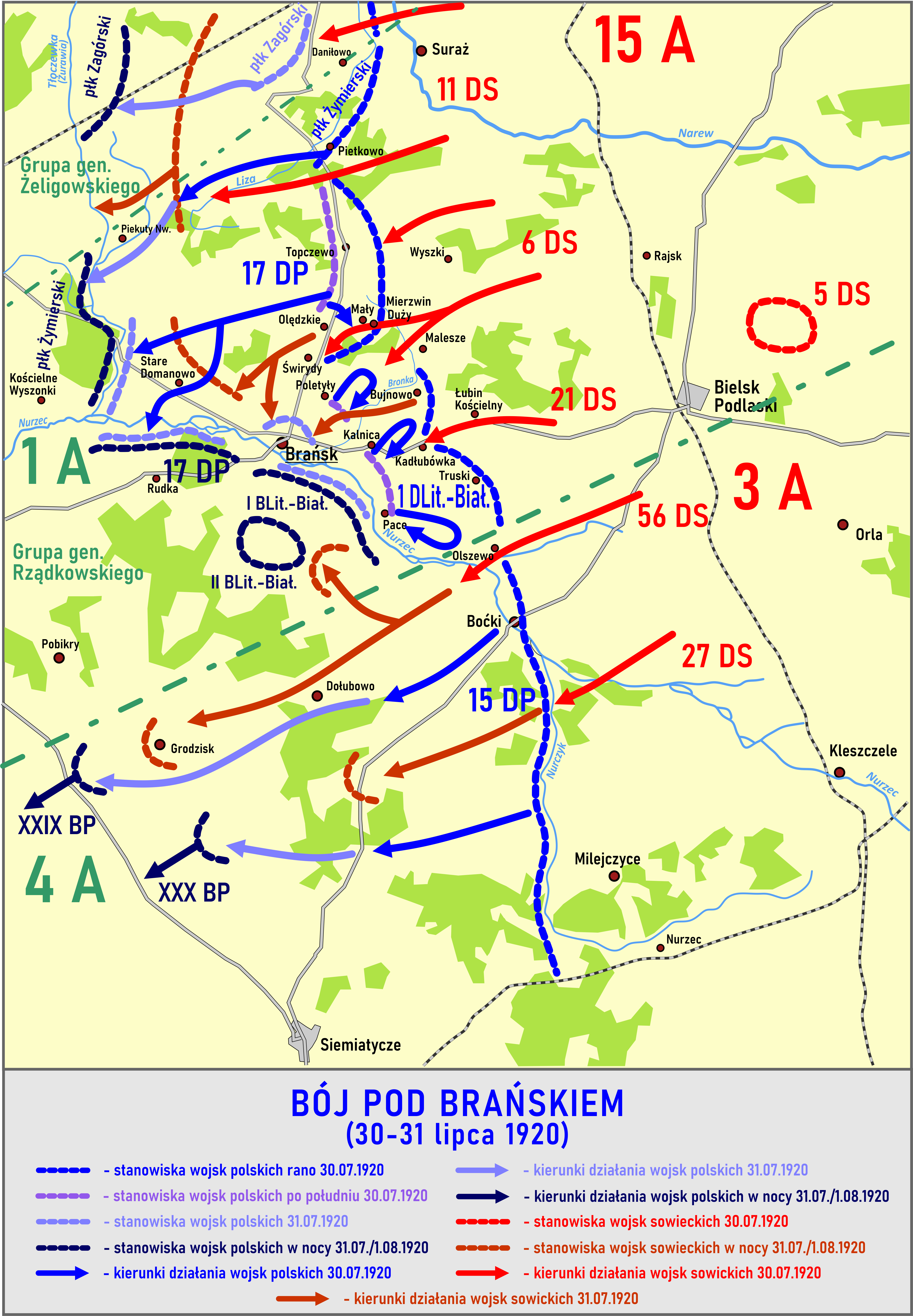
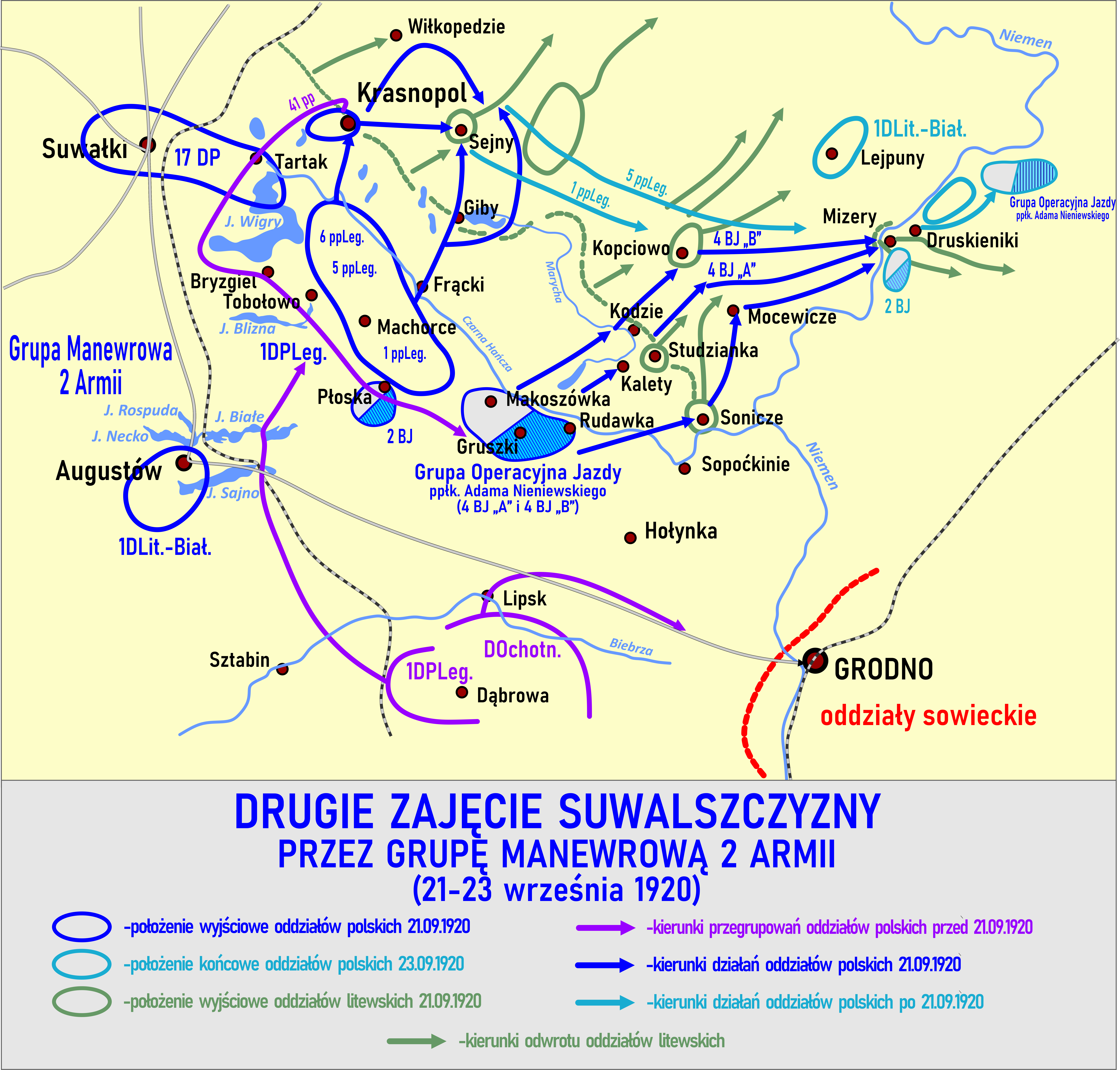
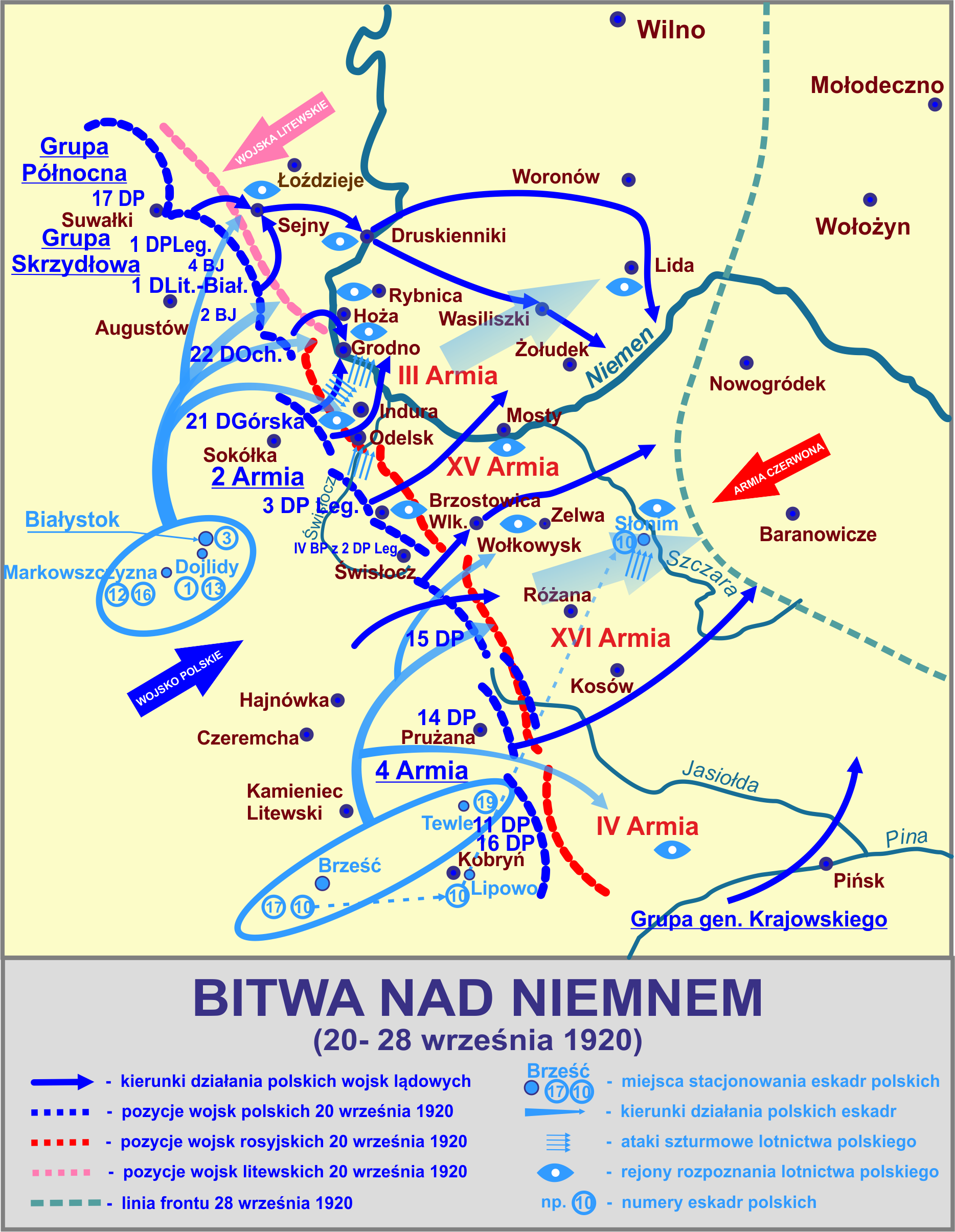

### Kawalerowie Virtuti Militari
| Żołnierze pułku odznaczeni Krzyżem Srebrnym Orderu Wojskowego Virtuti Militari | Żołnierze pułku odznaczeni Krzyżem Srebrnym Orderu Wojskowego Virtuti Militari | Żołnierze pułku odznaczeni Krzyżem Srebrnym Orderu Wojskowego Virtuti Militari |
| ------------------------------------------------------------------------------ | ------------------------------------------------------------------------------ | ------------------------------------------------------------------------------ |
| sierż. sztab. Feliks Adamski                                                   | st. szer. Jan Dryjański                                                        | st. szer. Franciszek Jelonek                                                   |
| sierż. Józef Kostka                                                            | kpr. Stanisław Lis                                                             | sierż. Władysław Majcher                                                       |
| por. Tomasz Paul                                                               | sierż. Stanisław Pietrzak                                                      | por. Stefan Edward Tomaszewski                                                 |
| por. Franciszek Twardowski                                                     | mjr Władysław Wawrzyniak                                                       | ś.p. kpt. Wojciech Wężyk                                                       |

## Pułk w okresie pokoju
16 grudnia 1920 pułk przybył do Biedruska. Od 30 kwietnia do 22 czerwca 1921 stacjonował w Krotoszynie, a później został przesunięty i rozlokowany częściowo w Ostrowie Wlkp., częściowo w Pleszewie i Szczypiornie. 4 sierpnia tego roku pułk został przeniesiony do Leszna. 17 października 1921 pułk wymaszerował z Leszna do nowych garnizonów: dowództwo pułku razem z I batalionem i batalionem sztabowym do Jarocina, natomiast II i III batalion do Pleszewa.
W okresie międzywojennym 70 pułk piechoty stacjonował w Pleszewie na terenie Okręgu Korpusu Nr VII. Wchodził w skład 17 Dywizji Piechoty.
W okresie od 17 października 1921 do czerwca 1924 dowództwo pułku, I batalion i batalion sztabowy stacjonowały w garnizonie Jarocin, natomiast II i III batalion oraz kadra batalionu zapasowego w garnizonie Pleszew. 3 czerwca 1924 dowództwo pułku przeniesione zostało do Pleszewa, a dwa lata później wszystkie pododdziały pułku przeniesione zostały z Jarocina.
Na podstawie rozkazu wykonawczego Ministerstwa Spraw Wojskowych do Departamentu Piechoty o wprowadzeniu organizacji piechoty na stopie pokojowej PS 10-50 z 1930 roku, w Wojsku Polskim wprowadzono trzy typy pułków piechoty. 70 pułk piechoty zaliczony został do typu I pułków piechoty (tzw. „normalnych”). W każdym roku otrzymywał około 610 rekrutów. Stan osobowy pułku wynosił 56 oficerów oraz 1500 podoficerów i szeregowców. W okresie zimowym posiadał batalion starszego rocznika, batalion szkolny i skadrowany, w okresie letnim zaś batalion starszego rocznika i dwa bataliony poborowych.
Po wprowadzeniu w 1930 nowej organizacji piechoty na stopie pokojowej, pułk  szkolił rekrutów dla potrzeb batalionu Korpusu Ochrony Pogranicza.
| Obsada personalna i struktura organizacyjna w marcu 1939 | Obsada personalna i struktura organizacyjna w marcu 1939 |
| Stanowisko                                               | Stopień, imię i nazwisko                                 |
| Dowództwo pułku                                          | Dowództwo pułku                                          |
| -------------------------------------------------------- | -------------------------------------------------------- |
| dowódca pułku                                            | płk Alfred Konkiewicz                                    |
| I zastępca dowódcy                                       | ppłk Aleksander Kiszkowski                               |
| adiutant                                                 | kpt. Wacław Kałuski                                      |
| starszy lekarz                                           | mjr dr Kazimierz II Chmielewski                          |
| młodszy lekarz                                           | por. lek. Stanisław Sikora                               |
| II zastępca dowódcy (kwatermistrz)                       | mjr Leonard Krukowski                                    |
| oficer mobilizacyjny                                     | kpt. Zdzisław Zioło                                      |
| zastępca oficera mobilizacyjnego                         | por. Kazimierz Zamarlicki                                |
| oficer administracyjno-materiałowy                       | kpt. Czesław Ciszewski                                   |
| oficer gospodarczy                                       | kpt. int. Franciszek Naskręt                             |
| oficer żywnościowy                                       | chor. Michał Józefiak                                    |
| oficer taborowy                                          | kpt. tab. Leon Latanowicz                                |
| kapelmistrz                                              | ppor. adm. (kapelm.) Jan Malmurowicz                     |
| dowódca plutonu łączności                                | por. Stefan Jan Dąbek                                    |
| dowódca plutonu pionierów                                | por. Antoni Dembowski                                    |
| dowódca plutonu artylerii piechoty                       | por. art. Witold Piłkowicz                               |
| dowódca plutonu ppanc.                                   | por. Adam Szcześniak                                     |
| dowódca oddziału zwiadu                                  | ppor. Paweł Jerzy Jączkowski                             |
| I batalion                                               |                                                          |
| dowódca batalionu                                        | mjr Julian Siedlecki                                     |
| dowódca 1 kompanii                                       | por. Marian Bródka                                       |
| dowódca plutonu                                          | ppor. Edmund Sikorski                                    |
| dowódca 2 kompanii                                       | kpt. Bolesław II Dąbrowski                               |
| dowódca plutonu                                          | ppor. Józef Jan Uryga                                    |
| dowódca 3 kompanii                                       | kpt. Kazimierz Jan Dziurzyński                           |
| dowódca plutonu                                          | por. Marian Piotr Siarkiewicz                            |
| dowódca 1 kompanii km                                    | kpt. Adam Józef Kobosowicz                               |
| dowódca plutonu                                          | por. Julian Paweł Schilf                                 |
| dowódca plutonu                                          | por. Czesław Stawski                                     |
| II batalion                                              |                                                          |
| dowódca batalionu                                        | mjr Władysław Józef Legutko                              |
| dowódca 4 kompanii                                       | kpt. Ludwik Paweł Stolarczyk                             |
| dowódca plutonu                                          | ppor. Stanisław Jan Obrzut                               |
| dowódca 5 kompanii                                       | kpt. Bolesław Jan Jagoszewski                            |
| dowódca plutonu                                          | ppor. Wacław Michał Richter                              |
| dowódca plutonu                                          | ppor. Stefan Zięba                                       |
| dowódca 6 kompanii                                       | por. Wiktor Krawczyk                                     |
| dowódca plutonu                                          | ppor. Zygmunt Florian Przybył                            |
| dowódca 2 kompanii km                                    | p.o. por. Marian Bielawny                                |
| III batalion                                             |                                                          |
| dowódca batalionu                                        | mjr Stanisław Michno                                     |
| dowódca 7 kompanii                                       | kpt. kontr. Jan Kawtaradze                               |
| dowódca plutonu                                          | ppor. Kordus Józef                                       |
| dowódca 8 kompanii                                       | kpt. Edward Mamunow                                      |
| dowódca plutonu                                          | ppor. Solak Władysław                                    |
| dowódca plutonu                                          | ppor. Władysław Syrek                                    |
| dowódca 9 kompanii                                       | kpt. Jan Kowalczyk                                       |
| dowódca plutonu                                          | por. Jan Pałys                                           |
| dowódca plutonu                                          | ppor. Zygmunt Florian Przybył                            |
| dowódca plutonu                                          | ppor. Andrzej Chyczewski                                 |
| dowódca 3 kompanii km                                    | por. Ignacy Tyczyński                                    |
| dowódca plutonu                                          | ppor. Jerzy Jan Bobrowicz                                |
| dowódca plutonu                                          | chor. Stanisław Talbierz                                 |
| na kursie                                                | por. Julian Stefan Rowiński                              |
| na kursie                                                | por. Paweł Tyśluk                                        |
| Dywizyjny Kurs Dla Podoficerów Nadterminowych 17 DP      |                                                          |
| dowódca                                                  | kpt. Stefan II Wojciechowski                             |
| dowódca plutonu                                          | por. Bolesław Rejer                                      |
| dowódca plutonu                                          | por. Roman Sadłowski                                     |
| 70 obwód przysposobienia wojskowego „Pleszew”            |                                                          |
| kmdt obwodowy PW                                         | kpt. adm. (piech.) Antoni Kostrzewa                      |
| kmdt powiatowy PW Jarocin                                | kpt. kontr. piech. Michał Hybiak                         |
| kmdt powiatowy PW Środa                                  | kpt. piech. Zygmunt Antczak                              |

## 70 pp w kampanii wrześniowej

### Mobilizacja
Zgodnie z rozkazem Generalnego Inspektora Sił Zbrojnych marszałka Edwarda Śmigłego-Rydza w godzinach porannych 24 sierpnia w Okręgu Korpusie nr VII rozpoczęto mobilizację alarmową. Wśród jednostek mobilizowanych w ramach mobilizacji alarmowej w grupie żółtej w garnizonie Pleszew od godz.4.00 24 sierpnia mobilizowane były jednostki przez 70 pułk piechoty:
- 70 pułk piechoty w organizacji i na etatach wojennych, w czasie od A+24 do A+32,
- batalion strzelców nr 8, w czasie A+48,
- kompania asystencyjna nr 74, w czasie A+52,
- kompania asystencyjna nr 75, w czasie A+52,
- kolumna taborowa nr 710, w czasie A+52,
- kolumna taborowa nr 711, w czasie A+52,
- kompania karabinów maszynowych przeciwlotniczych typ A nr 13, w czasie A+56,
- batalion marszowy 70 pp, w czasie A+72[13].

I batalion był mobilizowany na terenie koszar pułku w Pleszewie, II batalion w Gimnazjum przy ul. Poznańskiej, III batalion w Domu Parafialnym, Szkole Powszechnej Męskiej i domach prywatnych przy ul. Lenartowickiej. Stawiennictwo rezerwistów było wzorowe, pułk osiągnął gotowość marszową 26 sierpnia.
70 pułk piechoty wraz z 8 batalionem strzelców oraz I dywizjonem 17 pułku artylerii lekkiej na czas działań osłonowych został przydzielony do 25 Dywizji Piechoty. Utworzył Oddział Wydzielony płk. Alfreda Konkiewicza. 25 sierpnia I batalion po ukończeniu mobilizacji odszedł do rejonu wsi Janków Pierwszy celem prowadzenia prac fortyfikacyjnych. Pozostałe siły pułku pozostały w Pleszewie. 26 sierpnia I batalion rozpoczął budowę fortyfikacji na linii Prosny od Janków Pierwszy-Jastrzębniki. Budowano schrony drewniano ziemne i rozpoczęto prace przy betonowaniu dwóch schronów, postawiono zasieki z drutu kolczastego i kopano okopy, rowy łącznikowe i stanowiska broni maszynowej. Mosty na Prośnie zaminowano. Szczególnie koncentrowano się na budowie umocnień w rejonie wsi Brudzewek, Łaszków, Janków Pierwszy. 26 sierpnia 8 bs i pluton artylerii piechoty 70 pp udały się do Szymanowic i tam rozpoczęły prace fortyfikacyjne. 29 sierpnia o godz.21.00 II batalion wymaszerował na linię Prosny do Zbierska, a o godz.22.00 III batalion w rejon Petryki, folwark Kiączyn na linię Prosny. Dowództwo pułku i pododdziały specjalne pułkowe odeszły do Stawiszyna. O godz.4.00 30 sierpnia 70 pp zajął pozycję nad Prosną. W ciągu dnia II batalion zajął stanowiska obronne nad Prosną na odcinku Janków Pierwszy-Chocz. 31 sierpnia przegrupowano III batalion z Petryk na odcinek Stawiszyn-Długa Wieś. Kompania zwiadowców 70 pp i 9 kompania strzelecka zostały wysunięte na przedmoście we wsi Tursko.

### Działania bojowe
W czasie wojny obronnej 1939 wchodził w skład macierzystej dywizji walczącej w ramach Armii „Poznań”.

#### Walki osłonowe i odwrotowe w Wielkopolsce
O świcie 1 września 1939 Oddział Wydzielony płk. Konkiewicza był ugrupowany w obronie na linii rzeki Prosny na pozycjach: 1 kompania strzelecka 8 bs i dwa plutony ckm w rejonie Szymanowic, 2 kompania strzelecka 8 bs z plutonami ckm i moździerzy oraz armatą przeciwpancerną oraz plutonem artylerii piechoty 70 pp w rejonie Czołnochowa, pluton 3 kompanii strzeleckiej w wysuniętym punkcie oporu w Robakowie, 3 kompania strzelecka 8 bs bez plutonu z armatą ppanc. w rejonie Gizałek. II batalion 70 pp z dwoma armatami ppanc. oraz 4 i 5 baterie 25 pułku artylerii lekkiej na odcinku Chocz-Janków. I batalion 70 pp z trzema armatami ppanc. oraz 6 bateria 25 pal na odcinku Janków-Jastrzębniki. Kompania zwiadowców 70 pp oraz 9 kompania strzelecka wzmocniona plutonem ckm i armatą ppanc. jako czata we wsi Tursko. III batalion bez 9 kompanii strzeleckiej i plutonu ckm w odwodzie w Stawiszynie. Mający wspierać 70 pp I dywizjon 17 pal był w marszu do rejonu Chocza.   
W nocy 2/3 września I/70 pp został zluzowany przez I i III bataliony 56 pułku piechoty i przeszedł do miejscowości Petryki na wschód od Stawiszyna. II/70 pp pozostał w dalszym ciągu na swoim odcinku obrony, w oczekiwaniu na zluzowanie przez II batalion 56 pp, który był jeszcze na przedpolu linii rzeki Prosny. Z uwagi na odwrót oddziałów Armii „Łódź” zostało odsłonięte lewe skrzydło 25 DP, w tym celu rozkazem gen. bryg. Franciszka Altera, 70 pp bez II/70 pp wraz z I/17 pal 3 września o godz.15.00 podjął marsz z rejonu Stawiszyna przez Złotniki Wielkie i Goliszew w kierunku wsi Morawin. Na miejsce pułk przybył wieczorem i zajął o godz.21.00 I batalionem lasy Młyńsko na południowy wschód od Morawina, a III batalionem w lesie na północ od Morawina. II/70 pp pozostał dalej na swoich stanowiskach nad Prosną. W związku z dalszym odwrotem sąsiedniej Armii „Łódź”, Armia „Poznań” została zmuszona do przegrupowania się na główną pozycję obrony. W tym celu 25 DP, 17 DP i Wielkopolska Brygada Kawalerii podjęły marsz w kierunku południowo wschodnim, w tym dywizje piechoty na Przedmoście „Koło”. W tym celu 70 pp bez II batalionu wraz z I/17 pal, 73 kompanią kolarzy miał osłonić odejście 25 DP na przedmoście. 70 pp zajął stanowiska obronne w rejonie las Krupówki-Koźlątków, następnie miał stanowić straż tylną dywizji i odejść rano 4 września przez Cekanów, Ostrów na Dziadowice. Z uwagi na znaczne zatłoczenie dróg przez uchodźców cywilnych głównie na szosie Kalisz-Turek, manewr wojsk znacznie uległ opóźnieniu. Z tego powodu 70 pp otrzymał rozkaz zajęcia obrony przejściowej i zablokowania kierunku Morawin-Turek. 4 września o godz.6.00 do pułku dołączył II batalion, o godz.11.00 cały pułk zajął pozycje obronne w rejonie lasu kolonii Prażuchy i Morawina został wsparty przez 9 batalion strzelców i batalion ON „Ostrów”.
Dowódca OW płk. Konkiewicz przegrupował swoje podległe oddziały i nakazał zająć obronę w rejonach: 9 bs obsadził stanowiska na skraju lasu na północ od Kamienia zamykając drogę na Turek, batalion ON „Ostrów” zajął obronę w Morawinie, III batalion 70 pp zajął obronę w Plewni. Pozostała część 70 pp i I dywizjon 17 pal zajęły obronę w Cekowie. O godz.14.00 oddziały OW płk. Konkiewicza zostały zaatakowane przez niemieckie lotnictwo. Poniesiono straty osobowe, w 70 pp wśród poległych był ppor. Mieczysław Budzyński. Około godz.18.00 70 pp wraz z I/17 pal podjął marsz w rejon lasu Piętno, gdzie przybył około godz.4.00 5 września. Tam wszedł w podporzadkowanie swojej macierzystej 17 DP. Rano rozkazem dowódcy 17 DP płk. dypl. Mieczysława Mozdyniewicza został skierowany z lasów Piętno przez Grzymiszew w rejon Ogorzelczyn, Kunegundów, las Grabowiec. Gdzie miał zająć stanowiska obronne na Przedmościu „Koło” i wraz z całą 17 DP, podporządkowany został dowódcy Grupy Operacyjnej „Koło” gen. bryg. Edmundowi Knollowi-Kownackiemu. 70 pp zajął stanowiska w rejonach: Ogorzelczyna - III/70 pp, Tarnowej - II/70 pp, Tuliszkowie I/70 pp wraz z kompanią zwiadowców 70 pp, która prowadziła rozpoznanie w kierunku Stawiszyna i Rychwału. Dowództwo pułku stanęło w Tarnowej. W związku z planowanym uderzeniem 25 DP w kierunku miasta Dobra, dowódca 17 DP wydał rozkaz osłony przez 70 pp kierunku z Turka na Koło. W tym celu o godz.9.30  5 września podjął marsz do lasów na zachód od Władysławowa, celem ubezpieczenia południowego skrzydła 25 DP. Dowództwo pułku przeszło do Głogowej, a I/70 pp osłaniał przegrupowanie pułku zajmując obronę w rejonie Tarnowskiego Młyna. W związku z zaniechaniem natarcia 25 DP ze względu na dalszy odwrót Armii  „Łódź”, 17 DP miała pozostać na przedmościu „Koło”. 6 września o godz.3.00 70 pp wraz z I/17 pal wyruszył do lasów majątku Smolina, gdzie zajął pozycje obronne przy szosie z Turka do Koła.
Armia „Poznań” otrzymała nowy rozkaz ze sztabu NW marszu w kierunku do Warszawy, z uwagi na powyższe główne siły armii podjęły marsz odwrotowy, 17 DP rozpoczęła marsz w kierunku Dąbia, zmieniony w trakcie marszu na Kłodawę. 6 września o godz.20.00 70 pp wraz z I dywizjonem 17 pal wyruszył z dotychczasowego rejonu przez Kościelec na przeprawy przez rzekę Wartę w Kole. 7 września o godz.4.30 70 pp wraz z I/17 pal przeprawił się przez Wartę przez mosty w Kole i o godz.8.00 stanął na postój w ugrupowaniu: I/70 pp w lesie Krzykosy, II/70 pp i I/17 pal w Borysławicach Kościelnych, III/70 pp we wsi Bylice, a dowództwo pułku w Borysławicach Zamkowych. Ze względu na zajęcie Łęczycy i terenów na wschód od miasta przez oddziały niemieckie, co groziło odcięciem drogi na Warszawę cofającym się wojskom, gen. dyw. Tadeusz Kutrzeba podjął decyzję wykonania uderzenia na skrzydło niemieckiej 8 Armii. W tym celu rozpoczęto koncentrację głównych sił Armii „Poznań” do przewidywanego natarcia. 17 DP miała się skoncentrować na południowy zachód od Krośniewic. W tym celu 7 września o godz.19.00 70 pp wraz z I/17 pal rozpoczął przemarsz poprzez: dwór Krzykosy, dwór Pomorzany, Józefów, Ryslew, Rdutów, Bowyczyny, w okolice Głogowa, Zalesia, Korynina. Po nocnym marszu 7/8 września o godz.7.30 pułk zajął na postój rejony miejscowości: I/70 pp wraz z 3 baterią 17 pal Marynin-Zalesie, II/70 pp wraz z 1/17 pal dwór Miłonice-Stara Wieś, III/70 pp wraz z 2/17 pal Cudnik, a dowództwo pułku dwór Jankowice. Po uzyskaniu zgody ze sztabu NW na zwrot zaczepny, podjęto dalsze przegrupowania, w tym 17 DP. W tym celu 70 pp i I/17 pal o godz.22.00 8 września wyruszył przez: Wymysłów, Adamów, Gadków w okolice miejscowości Witonia, jako straż przednia maszerowała wzmocniona 9 kompania strzelecka 70 pp.    

#### Udział w bitwie nad Bzurą
9 września o godz.7.00 70 pp zajął rejon wyczekiwania w: Ględzianowie - I/70 pp, w Witoni - II/70 pp, dowództwo pułku i pododdziały specjalne, w Nędzerzewie - III/70 pp. Rano zostały postawione rozkazy do natarcia 17 DP i w jej składzie 70 pp. Po południu pułk przemieścił się na podstawy wyjściowe do natarcia w rejonie Nędzerzewa, jako I rzut miał nacierać III batalion, reszta pułku w II rzucie natarcia. Wsparcie natarcia zapewniał I/17 pal.  
O godz.17.00 9 września III batalion przeprawił się przez rzekę Bzurę w rejonie wsi Rogulice. O godz.19.00 III/70 pp podjął natarcie przez wieś Konstancin na wieś Sługi, jako czołowe atakowały 7 i 9 kompanie strzeleckie i w drugim rzucie 8 kompania strzelecka. W walce zdobyto wieś Sługi, z uwagi na silny ostrzał z rejonu wsi Głupiejew i Janów III/70 pp przeszedł do obrony we wsi Sługi. Po godz.19.00  dowództwo pułku przeprawiło się przez Bzurę i weszło do Konstantynowa, o godz.20.00 I/70 pp przeszedł do Rogulic, a po nim II/70 pp do wsi Żale. W nocy 7 kompania strzelecka wykonała nocne natarcie rozpoznawcze w kierunku Głupiejewa. 10 września o godz.6.00 III/70 pp podjął dalsze natarcie ze wsi Sługi na wieś Gaj Stary Przy wsparciu 1/17 pal III/70 pp zdobył wieś Gaj Stary. Równocześnie wprowadzono do natarcia I/70 pp na wieś Bryski. III/70 pp w zdobytym Gaju Starym przeszedł do obrony. W jego miejsce wprowadzono do natarcia II/70 pp, który zdobył w walce kolonię Moraków i następnie wieś Moraków. W tym czasie I/70 pp zdobył Bryski i Karsznice. O godz.14.00 I/70 pp podjął natarcie na Śladków Podleśny, po walce zdobył miejscowość. Dowództwo pułku przeszło do wsi Bryski. Po południu wobec odwrotu piechoty niemieckiej rozkazem dowódcy 17 DP, 70 pp przeszedł do pościgu. I/70 pp rozpoczął pościg ze Śladkowa Podleśnego poprzez kolonię Śladków i Grabiszew. II/70 pp z Morakowa na Mchowice, Śladkówek, Śladków Górny i Brachowice. III/70 pp z Gaja Starego poprzez Czerników, Sypin, Borowiec i Wypychów. Około godz.16.00 będący w pościgu I/70 pp został ostrzelany przez niemiecką artylerię w rejonie wzg.123 na północ od Śladkowa Górnego, na batalion wyszło uderzenie niemieckiej kompanii czołgów. W wyniku czego I batalion został odrzucony w rejon Śladkowa Podleśnego. Batalion poniósł znaczne straty osobowe, wśród poległych byli ppor. Józef Papla, ppor. Konrad Śmigielski, ppor. Marian Poznański. Skuteczne wsparcie 1/17 pal umożliwiło I/70 pp o godz.18.00 podjęcie natarcia ze Śladkowa Podleśnego i opanowanie przedmiotów terenowych na wysokości wzg.123 oraz podjęcie walki ogniowej z niemieckimi oddziałami broniącymi odcinka Śladków Górny-Brachowice-Grabiszew. O zmroku do lewego skrzydła I batalionu dołączył II/70 pp, który obsadził wzg.125 na północ od Śladkowa Górnego, gdzie zajął obronę. III/70 pp zdobył wsie Borowiec i Sypin, a o zmroku zdobył północną część Wypychowa. Dowództwo pułku stanęło w Morakowie.
W nocy 10/11 września I/70 pp wycofał się z przedpola kolonii Śladków Górny i zajął pozycje obronne na linii wzgórz biegnących na południe od wsi Śladków Rozlazły. Dowództwo pułku przeszło do wsi Czerników. Dalsze natarcie 70 pp miało rozpocząć się o godz.11.00 11 września lecz z powodu wycofania się I batalionu 68 pułku piechoty z pozycji wyjściowych w Małachowicach, przesunięto je na godz.14.00. Główna grupa uderzeniowa 17 DP pod dowództwem Dowódcy Piechoty Dywizyjnej płk. dypl. Władysława Smolarskiego miała prowadzić atak na głównym kierunku natarcia dywizji na Celestynów, Białą, Dzierząznę i las na północ od Szczawina. Do tej grupy został zadysponowany II/70 pp. Natarcie pomocnicze miał kontynuować 70 pp bez batalionu ze wsparciem I/17 pal w celu zdobycia kolonii Wola Branicka. Z uwagi na liczne grupy rozbitków z niemieckiej 30 DP zbierających się w rejonie lasów na północ wsi Gieczna, o godz.13.00 skierowano tam I/70 pp z zadaniem osłony natarcia i oczyszczenia rejonu z rozbitków niemieckich. Jednocześnie kompania zwiadowców 70 pp została skierowana do oczyszczenia okolic wsi Boguszyce. O godz.16.00 na Śladków Górny I/17 pal ześrodkował ogień, w tym czasie II/70 pp podjął natarcie na wieś Grabiszew. Po krótkiej i zaciętej walce Grabiszew został zdobyty. W trakcie walki wśród poległych znaleźli się: ppor. Stanisław Komarnicki i ppor. Bolesław Marchwicki. Następnie II/70 pp kontynuował dalsze natarcie po osi Brachowice, Astachowice, Kotowice. Do godz.22.00 II/70 pp opanował las na północ od Kotowic i wzg.160,9 na północ od Celestynowa. Z uwagi na skierowanie w okolice Gieczna I/70 pp, natarcie pomocnicze wykonał tylko III/70 pp ze wsparciem I/17 pal. Do godz.22.00 III batalion, 8 i 9 kompaniami strzeleckimi opanował Wolę Rogozińską. Po przegrupowaniu obronę przed Wolą Rogozińską i wsią Biesiekierz Nawojowy zorganizowała 7 kompania strzelecka, na wschód od szosy Piątek-Zgierz przed wsią Warszyce 9 kompania strzelecka, a 8 kompania strzelecka na noc przeszła do odwodu w Wypychowie. O godz.19.00 I/70 pp ruszył do natarcia z Borowca na las Gieczno, gdzie znajdowały się resztki niemieckiego 6 pp. Natarcie I batalionu nie przyniosło powodzenia, w jego trakcie poniósł straty, wśród poległych był mjr Julian Siedlecki dowódca batalionu.    
O świcie 12 września I/70 pp ponowił natarcie na las Gieczno skutecznie likwidując niemieckie oddziały w lesie. O godz.11.00 do dyspozycji 70 pp został oddany 8 bs, zatrzymał się we wsi Śladków Rozlazły. Od godz.5.00 II/70 pp wzmocniony plutonem artylerii piechoty 70 pp składzie zgrupowania płk. dypl. Smolarskiego, prowadził walki obronne na południowym skraju lasu na wschód od Celestynowa, wiążąc niemieckie oddziały, tym samym ułatwiając zdobycie Celestynowa przez główne siły zgrupowania płk. dypl. Smolarskiego. Zgrupowanie 70 pp płk. Konkiewicza, głównie III batalion wraz z 1/17 pal, od świtu znajdowało pod ogniem niemieckiej artylerii ciężkiej. W godzinach południowych na pozycje III batalionu wyszło niemieckie natarcie piechoty, które przy wsparciu polskiej artylerii ciężkiej zostało odparte. Po oczyszczeniu lasu Gieczno, po godz.11.00 I/70 pp  przegrupował się poprzez Lorenki i Władysławów w rejon Biesiekierza Nowojowego z zadaniem oskrzydlenia oddziałów niemieckich atakujących III/70 pp. Przeciwnikiem 70 pp był niemiecki odwodowy 16 pp ze składu 22 DP przewieziony samochodami z Łodzi. O godz.15.00 z rejonu Warszyc na stanowiska III batalionu wyszło silne natarcie niemieckiej piechoty wsparte ześrodkowaniami ogniowymi niemieckiej artylerii, na skutek ostrzału odwrót rozpoczęła 9 kompania strzelecka, natychmiastowy kontratak 8 kompanii strzeleckiej odzyskał utracone stanowiska. Równocześnie z kontratakiem, do natarcia na kolonię Wola Branicka przystąpił I/70 pp, którą zdobył po krótkiej i zaciętej walce. Piechota niemiecka wycofała się sprzed frontu III/70 pp, obawiając się okrążenia. O godz.21.00 z związku ze zmienionym planem kontynuowania bitwy nad Bzurą, dowódca armii i następnie dowódca GO „Koło” wydał rozkaz odwrotu na północny brzeg Bzury. Zgodnie z tym rozkazem po godz.22.00, 70 pp rozpoczął schodzenie z linii walki i po sformowaniu kolumny marszowej wschodniej 17 DP, rozpoczął marsz. Pułk maszerował nocą 12/13 września trasą: Wypychów, Borowiec, Boguszyce, Czerników, Janowice, Goślub. Po przeprawieniu się przez Bzurę w rejonie dworu Siemienice, 70 pp zajął rejon Kuchary, Malewo, Świniary na północnym brzegu Bzury.         
13 września w godzinach południowych 70 pp zebrał się w miejscowościach: I batalion w Świniarach, II batalion w Kucharach, III batalion w Marcinowie, dowództwo pułku w Malewie. 70 pp wraz z 8 batalionem strzelców i 72 samodzielną kompanią karabinów maszynowych i broni towarzyszących, wsparty I i II dywizjonem 17 pal otrzymał rozkaz zamknięcia od Orłowa do Kter odcinka obrony na rzece Bzurze. W nocy 13/14 września przegrupowano część 70 pp, celem zluzowania odchodzących oddziałów 14 Dywizji Piechoty na odcinku Młogoszyn-Orłów. O godz.7.00 14 września pułk rozwinął się w obronie na odcinku: II/70 pp wraz z połową 72 skkm i br. tow. na przeprawie w Młogoszynie, ze wsparciem III/17 pal na stanowiskach ogniowych w rejonie Pawłowic. III/70 pp z połową 72 skkm i br. tow. na przeprawie w Orłowie, ze wsparciem I/17 pal w rejonie Waliszewa. Odwód stanowiły: I/70 pp w rejonie Grabów i 8 bs w rejonie Łęk Kościelnych. 17 DP tego dnia odeszła do rejonu Kiernozia, Karsznice. W dotychczasowym rejonie pozostało Zgrupowanie „Szewce” pod dowództwem Dowódcy PD 17 DP płk. dypl. Władysława Smolarskiego, a w jego składzie wzmocniony 70 pp. 15 września przed południem III/70 pp odparł oddział niemieckiej piechoty, który usiłował przeprawić się przez Bzurę groblą w rejonie dworu Orłów. Po południu Zgrupowanie „Szewce” zostało rozwiązane. Dowódca PD 17 DP odszedł w rejon Rybna do składu macierzystej dywizji, wraz z nim odeszły I batalion 70 pp i I/17 pal bez baterii. Dowódcą odcinka obrony został dowódca 70 pp płk Alfred Konkiewicz, który podlegał bezpośrednio od tego czasu dowódcy Grupy Operacyjnej gen. bryg. Stanisławowi Grzmot-Skotnickiemu. Płk Konkiewicz objął dowództwo Oddziału Wydzielonego, który miał bronić linii rzeki Ochni, od miejscowości Jagniątki i linii rzeki Bzury do miejscowości Sobota. Podlegały mu 70 pp bez I batalionu, 2 i 7 baterie 17 pal, III batalion 58 pułku piechoty z 9 baterią 14 pułku artylerii lekkiej, 5 batalion karabinów maszynowych i broni towarzyszących bez kompanii ckm, 2 kompania strzelecka 8 bs, 72 skkm i br. tow.. Wieczorem 15 września płk. Konkiewicz zgodnie z rozkazem wycofał prawe skrzydło OW na linię rzeki Ochni. Realizując ten rozkaz II/70 pp został przesunięty z Młogoszyna do rejonu Teodorów, Tomczyce i przeszedł do odwodu, linię rzeki Ochni obsadził 5 b km i br. tow. Dowództwo 70 pułku przeszło z Waliszewa do folwarku Odolin.
O świcie 16 września 1939 OW płk. Konkiewicza zajmowały stanowiska obronne: III/70 pp wsparty 2/17 pal i 7/17 pal bronił przepraw przez Bzurę na odcinku Orłów-Gosławice. III/58 wsparty 9/14 pal bronił Bzury w rejonie Soboty, 5 bkm i br. tow. bronił linii rzeki Ochni od Jagniątek do Orłowa. II/70 pp w odwodzie w rejonie Teodorów, Tomczyce. Od rana pozycje OW znajdowały się pod ostrzałem niemieckiej artylerii. O godz.6.00 oddziały niemieckiej piechoty podjęły próbę forsowania Bzury na odcinku Orłów-folwark Gosławice, skuteczny ostrzał III/70 pp i 72 skkm i br. tow. powstrzymał niemieckie natarcie. O godz.7.00 niemieckie natarcie wyparło III/58 pp z odcinka obrony Sobota-Wola Kałkowska. W wyniku wycofania się III batalionu 58 pp, zostało zagrożone lewe skrzydło III/70 pp. W rejonie folwarku Gosławice 9 kompania strzelecka, część 3 kompanii ckm i pluton 72 skkm i br. tow. powstrzymały niemieckie natarcie i utrzymały swoje pozycje. Około godz.12.00 do kontrataku został wprowadzony II/70 pp przy wsparciu własnych baterii armat i haubic oraz pociągu pancernego nr 11 „Danuta”. Kontratak batalionu powstrzymał dalsze niemieckie natarcie w kierunku Bąkowa. Po południu 16 września OW otrzymał rozkaz wycofania się za rzekę Słudwię i zajęcia pozycji obronnych na linii Złaków Kościelny-Luszyn. Jako pierwsze o godz.16.00 odeszły oddziały z prawego skrzydła OW: 5 batalion km i br. tow., III/70 pp, 72 skkm i br. tow. i baterie 17 pal. O godz.18.00 odeszły pozostałe siły II/70 pp, III/58 pp, 9 bateria 14 pal. Przedwcześnie wysadzone mosty na Słudwi i zatłoczone drogi znacznie opóźniły odwrót. Do okolic Złakowa Borowego oddziały dotarły z opóźnieniem dopiero w godz.22.00-24.00, a II/70 pp wbrew rozkazowi nie przekroczył Słudwi i zatrzymał się na postój w Zalesiu na zachód od Złakowa Borowego. W nocy dowódca GO gen. Grzmot-Skotnicki otrzymał rozkaz odstąpienia od obrony linii rzeki Słudwi i przejścia do rejonu Brzozowa na północ od Luszyna.   
16 września o godz.11.00  I/70 pp wcześniej odesłany do sił głównych 17 DP dotarł do Rybna i zajął tam obronę osłaniając dowództwo 17 DP. O godz.16.00 pozycje I batalionu zaatakowały niemieckie czołgi z kierunku Lipnic. I batalion dysponował 4 armatami przeciwpancernymi z kompanii ppanc. 70 pp, przy ich pomocy odparł niemieckie natarcie. Oddziały niemieckie utraciły unieruchomione 4 czołgi, walki trwały do zmroku. Z uwagi na zatrzymanie dalszego natarcia połączonych armii z Łowicza na Skierniewice, oddziały rozpoczęły odwrót w kierunku Warszawy. O godz.23.00 I/70 pp otrzymał rozkaz podjęcia marszu w kolumnie północnej 17 DP poprzez Ruszki, Młodzieszyn, Juliopol do Mistrzewic, następnie po sforsowaniu Bzury miał wejść do Puszczy Kampinoskiej. 17 września o godz.3.00 batalion wyruszył dopiero w nakazanym kierunku. O godz.6.00 w rejonie Młodzieszyna został zaatakowany przez niemieckie lotnictwo, a następnie dostał się po ostrzał niemieckiej artylerii ciężkiej. Ataki lotnictwa i ostrzał artylerii trwały do godz.18.00, w trakcie czego od I/70 pp odłączyła się 1 kompania ckm. Batalion dotarł do folwarku Stefanów, gdzie dołączył do oddziałów 17 DP i 25 DP. Pod ostrzałem niemieckiej artylerii wraz z oddziałami obu dywizji o godz.21.00 przystąpił do natarcia przez Bzurę. O godz.23.00 pozostałości I/70 pp sforsowały Bzurę pod Witkowicami i przedarły się do Puszczy Kampinoskiej. W trakcie tych walk wśród poległych byli ppor. Michał Rychter i por. Kazimierz Matuszewski. 1 kompania ckm 70 pp dowodzona przez kpt. Stefana Wojciechowskiego dołączyła do III batalionu 68 pp i wraz z nim dotarła do przeprawy przez Bzurę pod Brochowem. Pod ostrzałem niemieckiej artylerii i broni maszynowej przebiła się z dużymi stratami poprzez Brochów, Janów, Tułowice do Puszczy Kampinoskiej.
Dowódcy OW płk. Alfredowi Konkiewiczowi, dowódca GO gen. Grzmot-Skotnicki nakazał marsz nocny 16/17 września do lasu na północ od folwarku Poddębina. 17 września w nocy o godz.3.00 główne siły OW podjęły marsz i o godz.8.00 osiągnęły cel. Jednocześnie rozkazem dowódca GO podporządkował 7 batalion strzelców broniący Luszyna płk. Konkiewiczowi. O godz.3.00 znajdujący się w Zalesiu II/70 pp został zaatakowany przez oddziały niemieckie i rozbity. Z II batalionu ocalały niekompletne dwie kompanie strzeleckie i połowa kompanii ckm, którym udało się przeprawić przez rzekę Słudwię i o świcie dołączyć do sił głównych pułku. Od rana w kierunku Luszyna wyszło natarcie oddziałów niemieckiej 3 Dywizji Lekkiej. Po południu z Luszyna został wyparty 7 bs. III/70 pp obsadził rano południowy i zachodni skraj lasu na północny wschód od folwarku Poddębina, gdzie prowadził wraz z pododdziałami pułkowymi obronę, odpierając natarcia oddziałów niemieckich. Do walk włączony został również III/58 pp. Walki trwały do godzin wieczornych. Po godz.18.00 na rozkaz gen. Grzmota-Skotnickiego, OW płk. Konkiewicza rozpoczęło odwrót poprzez Lubików, Osmolin, Byki, Wszeliwy, Kaptury, Brzozów Stary. Jako straż przednia maszerowały połączone w jeden batalion: dotychczasowe bataliony III/58 pp i 7 bs wraz z 9 baterią 14 pal. W kolumnie głównej: 5 bkm i br. tow., pozostałość II/70 pp pod dowództwem kpt. Michała Barana, 3 bateria 67 dywizjonu artylerii lekkiej, 1 i 4 baterie 11 dywizjonu artylerii konnej i pododdziały pułkowe 70 pp. Jako straż tylna maszerował osłaniając odwrót III/70 pp wraz z 2  baterią 17 pal.
18 września o godz.5.00 OW dotarł do Brzozowa i Zalesia. Po krótkim odpoczynku o godz.9.30 podjęto dalszy marsz przez Skarżynek, Olunin do Bud Starych. W trakcie marszu 9 kompania strzelecka i 3 kompania ckm po wyjściu ze wsi Olunin stoczyły zwycięską walkę z niemieckim oddziałem rozpoznawczym w okolicach wsi Zacisze, Wężyki, Henryków. W trakcie tego marszu od OW odłączył się III/58 pp wraz z 9/14 pal, które przebiły się w rejon Bud Iłowskich. O godz.14.00 pozostałość OW dotarła do Bud Starych i lasu majątku Ruszki, gdzie zorganizował obronę frontem na południe i do zmroku odparł kilka natarć piechoty niemieckiej wychodzących z rejonu Henrykowa. Pozycje obronne OW były atakowane przez lotnictwo niemieckie i ostrzeliwane przez niemiecką artylerię ciężką. Wśród poległych był ppor. Józef Woźny.
19 września w godzinach porannych część pododdziałów 70 pp z rejonu Ruszki, Budy Stare wyruszyła w kierunku północnym z zamiarem przeprawienia się przez Wisłę pod Wyszogrodem. O godz.11.00 pozostałość 70 pp broniąca się w lesie Ruszki po słabym oporze i wyczerpaniu całkowitym amunicji dostała się do niemieckiej niewoli. Pododdziały przebijające się z okrążenia w rejonie Wyszogrodu zostały zmuszone do odwrotu przez niemieckie oddziały obsadzające Wisłę. Podjęły przedzieranie się w kierunku południowo wschodnim wzdłuż torów kolejki wąskotorowej prowadzącej do Puszczy Kampinoskiej. Około godz.15.00 na południe od Przesławic pododdziały 70 pp zostały otoczone przez oddziały niemieckie i wzięte do niewoli.   

#### Walki odwrotowe w Puszczy Kampinoskiej
18 września o godz.4.00 pozostałości I/70 pp pod dowództwem kpt. Jana Kowalczyka dotarły do wsi Myszory i tam dołączyły do 68 pp, który maszerował północnymi skrajami Puszczy Kampinoskiej. Po napotkaniu niemieckiej zapory bronionej przez piechotę, po skręceniu w głąb lasu pozostałości z I/70 pp wraz z grupą 68 pp dotarły około godz. 22.00 w pobliże wsi Polesie. Ze względu na obsadzenie przez niemiecką załogę wsi Polesie zgrupowanie 68 pp podjęło dalszy marsz do południowej części puszczy.  
19 września o godz.6.55 zgrupowanie 68 pp płk. dypl. Nykulaka w rejonie miejscowości Górki i leśniczówki Zamość natknęło się na silny oddział niemiecki blokujący wyjścia na północny skraj Puszczy Kampinoskiej. Po krótkiej walce pozostałości I batalionu 70 pp wraz ze zgrupowaniem płk. dypl. Nykulaka dostało się do niewoli niemieckiej. Tego dnia pozostałości 70 pp, które dotarły przez Puszczę Kampinoską do Cybulic Dużych głównie 1 kompania ckm dowodzona przez kpt. Stefana Wojciechowskiego, grupa żołnierzy z II batalionu 70 pp pod dowództwem mjr. Władysława Legutki oraz pozostałości 8 bs utworzyły zbiorczy batalion 70 pp pod dowództwem mjr. Leonarda Krukowskiego. Batalion zbiorczy wszedł w skład pozostałości 17 DP pod dowództwem ppłk. Wacława Albrechta.  
20 września pozostałości 17 DP dołączyły do Zgrupowania „Palmiry” przechodząc z gajówki Młyńsko do Palmir. Skąd w składzie Grupy dowodzonej przez gen. bryg. Mikołaja Bołtucia nocą 21/22 września batalion zbiorczy 70 pp podjął natarcie w kierunku Warszawy poprzez Palmiry i Łomianki. W trakcie ciężkich walk o otwarcie drogi do Warszawy w Łomiankach i okolicy batalion został rozbity, poniósł bardzo ciężkie straty wśród poległych byli kpt. Stefan Wojciechowski, por. Stanisław Dąbek. W trakcie dalszych walk pod Burakowem wśród poległych znalazł się ppor. Władysław Drewnikowski. Jedynie do Warszawy zdołał się przedrzeć 22 września z niewielkim pododdziałem mjr Władysław Legutko, który objął w Warszawie dowództwo zreorganizowanego na nowo I batalionu 56 pp. Mjr Legutko wraz I/56 pp, w skład którego wcielono żołnierzy 70 pp, którzy przedarli się do Warszawy, wziął udział w walkach w Szczęśliwicach w Warszawie. Walczył, aż do kapitulacji garnizonu.  
W trakcie walk we wrześniu 1939 70 pp poniósł znaczne straty osobowe sięgające około 50% stanu. Poległo 23 oficerów i około 400 szeregowych. Rannych zostało 17 oficerów i około 1000 szeregowych. Za męstwo na polu walki przyznano dla 70 pp 11 srebrnych krzyży orderu Virtuti Militari oraz 58 Krzyży Walecznych.  

##### Mapa walk pułku

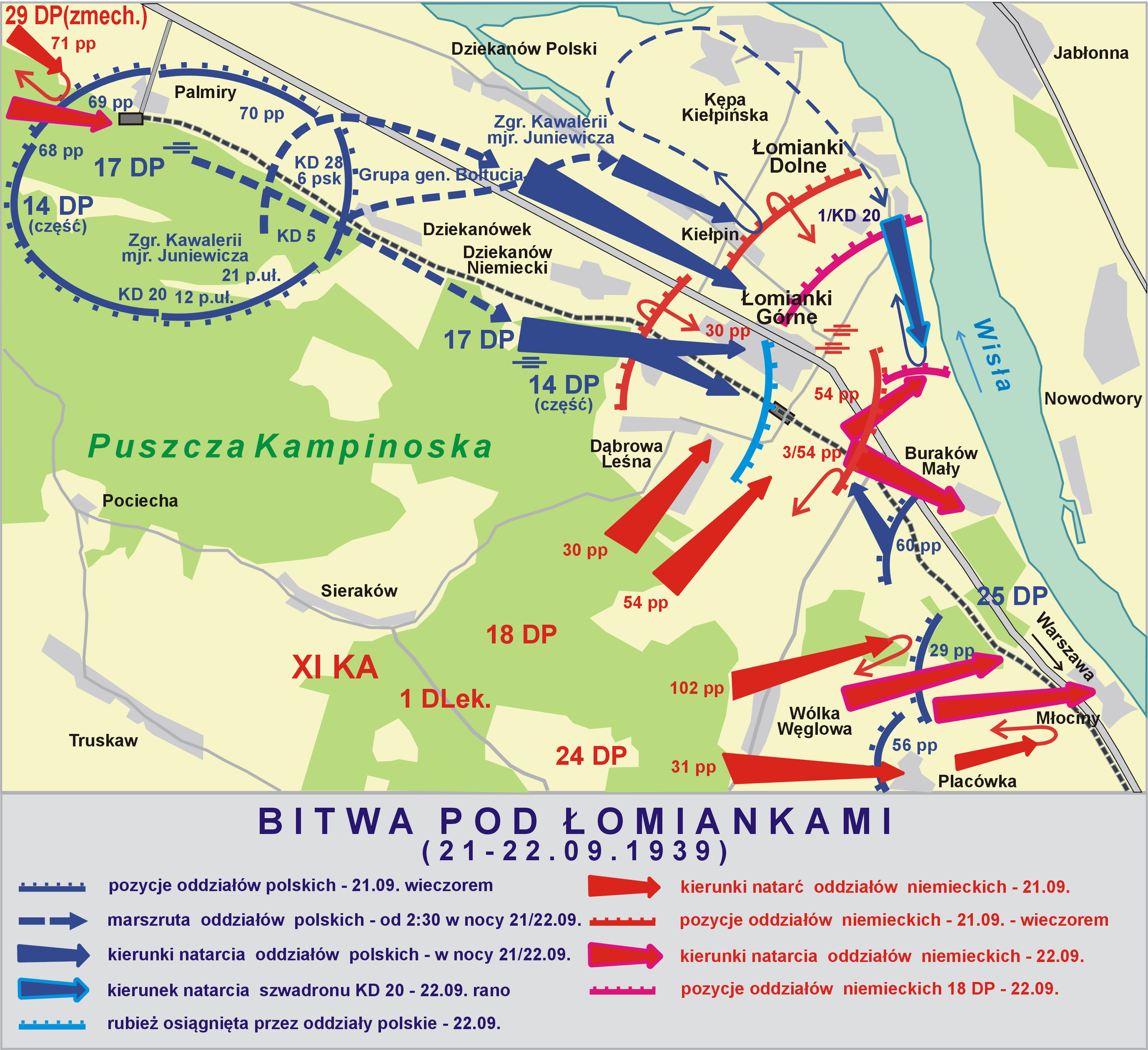

### Oddziały II rzutu mobilizacyjnego

#### Batalion marszowy 70 pp
Został zmobilizowany w ramach mobilizacji alarmowej, w czasie 72 godzin od jej rozpoczęcia. Działania batalionu nie są bliżej znane prawdopodobnie dokonał przemarszu z garnizonu do rejonu, gdzie macierzysty pułk uczestniczył w I fazie bitwy nad Bzurą. Prawdopodobnie w dniach 12-14 września uzupełnił 70 pułk piechoty i został rozwiązany. Dowódca batalionu nie znany.  

#### Oddział Zbierania Nadwyżek 70 pp
Po zmobilizowaniu zgodnie z planem wszystkich oddziałów i pododdziałów 70 pp w garnizonie pułku w Pleszewie pozostały znaczne nadwyżki rezerwistów powstałe z doskonałego stawiennictwa, pochodzące z procentu bezpieczeństwa mobilizacyjnego. Dowódcą sformowanego OZN 70 pp został kpt. Jan Kawtaradze. Kadrę oficerską oddziału stanowili: kpt. Zdzisław Zioło, kpt. Franciszek Naskręt, kpt. Bolesław Baraniecki, por. Julian Rowiński, por. Władysław Wojtania, por. Jan Pałys, ppor. Andrzej Chyczewski. W oddziale zebrano 15 oficerów i około 1500–1600 szeregowych. Ze względu na zbombardowanie koszar w Pleszewie 1 września, oddział nadwyżek opuścił garnizon marszem pieszym o północy 1/2 września. Celem marszu było dołączenie do Ośrodka Zapasowego 17 Dywizji Piechoty w Skierniewicach. 3 września OZN 70 pp dotarł do Koła, gdzie został załadowany do transportu kolejowego i odjechał w kierunku Skierniewic. Transport z oddziałem dojechał do rejonu wsi Raszynek, koło stacji kolejowej Krzewie przed Kutnem. Ze względu na zbombardowanie węzła kolejowego Kutno i uszkodzenia torów oczekiwał na udrożnienie torów. Rano 6 września OZN 70 pp został wyładowany i podjął dalszy marsz pieszy przez Łęczycę, Piątek i Łowicz w kierunku Warszawy. 9 września podczas marszu przed Warszawą na przedmieściach Woli, został ostrzelany ogniem broni maszynowej przez pododdziały niemieckiej 4 Dywizji Pancernej. W wyniku czego częściowo rozproszył się i zmienił kierunek marszu na północny wschód i zbierając się w grupy przez Izabelin i Bielany dotarł do Warszawy. OZN 70 pp zebrał się na Pradze, skąd po uporządkowaniu się podjął dalszy marsz w kierunku Garwolina. Po osiągnięciu Rembertowa uzyskano informację o zamknięciu dalszej drogi przez oddziały niemieckie. Z uwagi, na to oddział zawrócił do Warszawy do Stacji Zbornej w Cytadeli, gdzie żołnierze weszli w skład różnych oddziałów walczących w obronie stolicy. OZN 70 pp z Pleszewa nie dołączył do OZ 17 DP. Dowódcą OZ 17 DP był wyznaczony zgodnie z planem ppłk Aleksander Kiszkowski pokojowy I zastępca dowódcy 70 pp. Zmobilizowani w ramach OZ 17 DP rezerwiści dla formowania dalszych uzupełnień dla 70 pp grupowani byli we wsiach Balcerów i Dębowa Góra w pobliżu Skierniewic, następnie dzielili dalsze losy Ośrodka Zapasowego 17 DP, Grupy „Szack” i Grupy „Kowel”.
| Struktura organizacyjna i obsada personalna we wrześniu 1939 | Struktura organizacyjna i obsada personalna we wrześniu 1939          | Struktura organizacyjna i obsada personalna we wrześniu 1939 |
| Stanowisko                                                   | Stopień imię i nazwisko                                               | Uwagi                                                        |
| Dowództwo                                                    | Dowództwo                                                             | Dowództwo                                                    |
| ------------------------------------------------------------ | --------------------------------------------------------------------- | ------------------------------------------------------------ |
| dowódca pułku                                                | płk Alfred Konkiewicz                                                 |                                                              |
| I adiutant                                                   | kpt. Wacław Kałuski                                                   |                                                              |
| II adiutant                                                  | ppor. Zbigniew Kopczyński                                             |                                                              |
| oficer informacyjny                                          | ppor. Stanisław Strykowski                                            |                                                              |
| oficer łączności                                             | por. Stefan Dąbek                                                     | †22 IX 1939 Łomianki                                         |
| kwatermistrz                                                 | kpt. Czesław Ciszewski                                                |                                                              |
| oficer płatnik                                               | ppor. rez. Antoni Wojciechowski                                       |                                                              |
| oficer żywnościowy                                           | chor. Michał Józefiak                                                 |                                                              |
| naczelny lekarz                                              | por. lek. Mieczysław Łoziński                                         |                                                              |
| kapelan                                                      | ks. kpl. Marian Jankowski                                             |                                                              |
| dowódca kompanii gospodarczej                                | ppor. rez. Celestyn Obst                                              |                                                              |
| zastępca dowódcy kompanii gospodarczej                       | ppor. rez. Bohdan Matuszewski                                         |                                                              |
| I batalion                                                   |                                                                       |                                                              |
| dowódca I batalionu                                          | mjr Julian Siedlecki kpt. Stefan Wojciechowski kpt. Jan Kowalczyk     | †11 IX 1939 k. Giecza 12-14 IX 1939 od 15 IX 1939            |
| adiutant batalionu                                           | por. rez. Kazimierz Matuszewski                                       | do †17 IX 1939                                               |
| oficer płatnik                                               | ppor. rez. Kazimierz Wesper                                           |                                                              |
| oficer żywnościowy                                           | ppor. rez. Stanisław Konik                                            |                                                              |
| lekarz batalionu                                             | ppor. rez. lek. Leonard Żychski                                       |                                                              |
| dowódca plutonu łączności                                    | ppor. rez. Mieczysław Budzyński                                       | †4 IX 1939                                                   |
| dowódca 1 kompanii strzeleckiej                              | kpt. Stefan Wojciechowski ppor. Stanisław Obrzut ppor. Michał Richter | od 4 IX dca 1 kckm 12-14 IX 1939 od 15 IX do†17 IX 1939      |
| dowódca I plutonu                                            | ppor. rez. Zbigniew Bittner                                           |                                                              |
| dowódca II plutonu                                           | ppor. rez. Władysław Drewnikowski                                     |                                                              |
| dowódca III plutonu                                          | ppor. rez. Mieczysław Jarczewski                                      |                                                              |
| dowódca 2 kompanii strzeleckiej                              | por. Bronisław Eustachy Zając                                         |                                                              |
| dowódca I plutonu                                            | por. Jan Ebert                                                        |                                                              |
| dowódca II plutonu                                           | ppor. rez. Marian Poznański                                           | †10 IX 1939                                                  |
| dowódca III plutonu                                          | ppor. rez. Stanisław Czekalski                                        |                                                              |
| dowódca 3 kompanii strzeleckiej                              | por. Wiktor Krawczyk                                                  |                                                              |
| dowódca I plutonu                                            | ppor. rez. Walenty Naglik                                             |                                                              |
| dowódca II plutonu                                           | ppor. rez. Konrad Śmigielski                                          | †10 IX 1939                                                  |
| dowódca III plutonu                                          | ppor. rez. Marian Radecki                                             |                                                              |
| dowódca 1 kompanii ckm                                       | kpt. Adam Kobosowicz                                                  | 4 IX 1939 ranny                                              |
| dowódca 1 kompanii ckm                                       | kpt. Stefan Wojciechowski                                             | †22 IX 1939 Łomianki                                         |
| dowódca I plutonu                                            | ppor. rez. Walerian Linetty                                           | †25 IX 1939 Kazuń                                            |
| dowódca II plutonu                                           | ppor. rez. Edward Stanisław Fiszer                                    | niewola niemiecka                                            |
| dowódca III plutonu                                          | ppor. rez. Józef Papla                                                | †10 IX 1939 Śladków Górny                                    |
| dowódca IV plutonu (taczanki)                                | ppor. Edward Guździor                                                 |                                                              |
| dowódca plutonu moździerzy                                   | ppor. rez. Witold Jakóbczyk                                           |                                                              |
| szef kompanii                                                | sierż. Franciszek Wróbel                                              |                                                              |
| II batalion                                                  |                                                                       |                                                              |
| dowódca II batalionu                                         | mjr Władysław Legutko kpt. Michał Baran                               | do 17 IX 1939 od 17 IX 1939                                  |
| adiutant batalionu                                           | por. rez. Bogdan Miądowicz                                            |                                                              |
| oficer płatnik                                               | ppor. rez. Kazimierz Bączkowski                                       |                                                              |
| oficer żywnościowy                                           | ppor. rez. Stefan Mazurczak                                           |                                                              |
| lekarz batalionu                                             | plut. pchor. san. Krajewski                                           |                                                              |
| dowódca plutonu łączności                                    | ppor. rez. inż. Władysław Skorecki                                    |                                                              |
| dowódca 4 kompanii strzeleckiej                              | por. Antoni Kazimierz Stanisław Dembowski                             |                                                              |
| dowódca I plutonu                                            | ppor. Stanisław Komarnicki                                            | †11 IX 1939                                                  |
| dowódca III plutonu                                          | ppor. rez. Wacław Połoński                                            |                                                              |
| dowódca 5 kompanii strzeleckiej                              | ppor. rez. Stanisław Mistygacz                                        | 11 IX ranny                                                  |
| dowódca I plutonu                                            | ppor. Władysław Syrek                                                 |                                                              |
| dowódca II plutonu                                           | ppor. Teodor Łukaszewski                                              |                                                              |
| dowódca 6 kompanii strzeleckiej                              | kpt. Michał Baran                                                     |                                                              |
| dowódca I plutonu                                            | ppor. Józef Uryga                                                     |                                                              |
| dowódca II plutonu                                           | ppor. rez. Marian Małkowski                                           |                                                              |
| dowódca III plutonu                                          | ppor. rez. Józef Marian Woźny                                         | †18 IX 1939 Iłów                                             |
| dowódca 2 kompanii ckm                                       | kpt. Ludwik Paweł Stolarczyk                                          | niemiecka niewola, VM                                        |
| dowódca I plutonu                                            | ppor. rez. Bolesław Marchwicki                                        | †11 IX 1939 Grabiszew                                        |
| dowódca II plutonu                                           | plut. pchor. rez. Zbigniew Lutomski                                   | niemiecka niewola                                            |
| dowódca III plutonu                                          | ppor. rez. Zygmunt Jerzy Łuczak                                       | niemiecka niewola                                            |
| dowódca IV plutonu (taczanek)                                | por. rez. Czesław Farana ppor. Władysław Farana                       | niemiecka niewola                                            |
| dowódca V plutonu moździerzy                                 | ppor. Henryk Rosada ppor. rez. Alojzy Rączka                          | niemiecka niewola                                            |
| szef kompanii                                                | st. sierż. Franciszek Sitarz                                          | KW                                                           |
| III batalion                                                 |                                                                       |                                                              |
| dowódca III batalionu                                        | mjr Stanisław Michno                                                  |                                                              |
| adiutant batalionu                                           | ppor. rez. Witold Brzeziński                                          |                                                              |
| oficer płatnik                                               | ppor. rez. Zenon Rolnik                                               |                                                              |
| oficer żywnościowy                                           | ppor. rez. Bronisław Czado                                            |                                                              |
| lekarz batalionu                                             | ppor. rez. lek. Jerzy Nowakowski                                      |                                                              |
| dowódca plutonu łączności                                    | ppor. rez. Bronisław Jackowiak                                        |                                                              |
| dowódca 7 kompanii strzeleckiej                              | kpt. Jan Kowalczyk kpt. rez. Ludwik Roth                              | do 15 IX 1939 od 15 IX 1939                                  |
| dowódca I plutonu                                            | ppor. rez. Piotr Słomiany                                             |                                                              |
| dowódca II plutonu                                           | ppor. rez. Józef Kozłowski                                            |                                                              |
| dowódca III plutonu                                          | ppor. rez. Ludwik Pracel                                              |                                                              |
| dowódca 8 kompanii strzeleckiej                              | kpt. Kamil Piotr Gudowski                                             |                                                              |
| dowódca I plutonu                                            | ppor. rez. Władysław Kaczmarek                                        |                                                              |
| dowódca II plutonu                                           | ppor. rez. Kamil Słomiński                                            |                                                              |
| dowódca 9 kompanii strzeleckiej                              | por. Józef Zdrajkowski ppor. Zygmunt Przybył                          | do 12 IX 1939 ranny od 12 IX 1939                            |
| dowódca I plutonu                                            | ppor. Zygmunt Przybył sierż. pchor. rez. Ludwik Grześkowiak           | do 12 IX 1939 od 12 IX 1939                                  |
| dowódca II plutonu                                           | ppor. rez. Ludomił Szczepński                                         |                                                              |
| dowódca III plutonu                                          | ppor. rez. Bogdan Smoliński                                           |                                                              |
| dowódca 3 kompanii ckm                                       | kpt. Edward Mamunow                                                   | †24 V 1941 Oflag VII A Murnau                                |
| dowódca I plutonu                                            | ppor. rez. Paweł Chmara                                               |                                                              |
| dowódca II plutonu                                           | ppor. Alfons Gajewczyk                                                |                                                              |
| dowódca III plutonu                                          | plut. pchor. rez. Tadeusz Mertka                                      |                                                              |
| dowódca IV plutonu (taczanki)                                | ppor. rez. Jan Lewandowski                                            |                                                              |
| dowódca plutonu moździerzy                                   | ppor. Wacław Witkowski                                                |                                                              |
| pododdziały specjalne                                        |                                                                       |                                                              |
| dowódca kompanii zwiadowców                                  | kpt. Kazimierz Jan Dziurzyński                                        |                                                              |
| dowódca plutonu konnych zwiadowców                           | por. kaw. rez. Jan Krzyżanowski                                       |                                                              |
| dowódca plutonu kolarzy                                      | por. rez. Bernard Zygmunt Bruchwalski                                 |                                                              |
| dowódca kompanii przeciwpancernej                            | por. Adam Szczęśniak                                                  |                                                              |
| dowódca I plutonu                                            | por. rez. Edmund Kurcjusz Puchowski                                   |                                                              |
| dowódca II plutonu                                           | ppor. rez. Ildefons Jan Hieronim Robiński                             |                                                              |
| dowódca III plutonu                                          | ppor. rez. Zdzisław Marian Dzikowski                                  |                                                              |
| szef kompanii                                                | sierż. Julian Kulesza                                                 |                                                              |
| dowódca plutonu artylerii piechoty                           | por. art. Witold Piłkowicz                                            |                                                              |
| zastępca dowódcy plutonu artylerii piechoty                  | ppor. rez. mgr Franciszek Gomółka                                     |                                                              |
| dowódca plutonu łączności                                    | ppor. rez. Henryk Kajak                                               |                                                              |
| dowódca plutonu pionierów                                    | por. Paweł Tymirski-Tyśluk                                            |                                                              |
| dowódca plutonu przeciwgazowego                              | por. Marian Bielawny                                                  | 12 IX 1939 ranny                                             |

Prawdopodobnie ostatnim żyjącym uczestnikiem kampanii wrześniowej w szeregach 70 pułku piechoty był zmarły w 2017 roku Florian Gluba (ur. 1922).

## Symbole pułku
Sztandar
W niedzielę 3 sierpnia 1930 na stadionie sportowym w Pleszewie inspektor armii, generał dywizji Edward Śmigły-Rydz wręczył chorągiew dowódcy oddziału, pułkownikowi dyplomowanemu Mieczysławowi Mozdyniewiczowi. Chorągiew została ufundowana przez społeczeństwo powiatów: pleszewskiego, jarocińskiego i średzkiego.
Dopiero 19 listopada 1930 Prezydent RP zatwierdził wzór lewej strony płachty chorągwi 70 pp. Aktualnie sztandar znajduje się w Muzeum Wojska Polskiego w Warszawie.
Odznaka pamiątkowa
4 lipca 1930 Minister Spraw Wojskowych zatwierdził wzór i regulamin odznaki pamiątkowej 70 pp. Odznaka o wymiarach 39 x 39 mm ma kształt równoramiennego krzyża, biało emaliowanego, z brzegami otoczonymi złotą obwódką. Na środku krzyża okrągła tarcza z orłem wz. 1927 na złotym tle. Na ramionach krzyża numer i inicjały oraz dawna nazwa pułku 70 P.P. 12 P.STRZ. WLKP.. Między ramionami krzyża srebrne liście laurowe. Oficerska - jednoczęściowa, wykonana w srebrze, złocona i emaliowana. Projekt: Jan Małeta.

## Żołnierze pułku
Dowódcy pułku
- kpt. Władysław Wawrzyniak (12 XI 1918 – 24 VII 1920)
- ppłk Jan Januszewski (25 VII – 6 VIII 1920[e])
- por. Tomasz Paul (7 – 23 VIII 1920)
- ppłk Jan Prymus (22 VIII 1920 – 7 VII 1921)
- ppłk SG Stanisław Nilski-Łapiński (8 VII 1921 – †16 II 1922)
- ppłk / płk piech. Eugeniusz Godziejewski (18 IV 1922 – 31 VII 1927)
- płk dypl. Mieczysław Mozdyniewicz (6 VIII 1927 – IX 1935[68])
- płk Alfred Konkiewicz (XI 1935 – 19 IX 1939)

Zastępcy dowódcy pułku (od 1938 – I zastępca dowódcy)
- ppłk piech. Stanisław Sobieszczak (10 VII 1922[69] – 1924 → dowódca 80 pp)
- ppłk piech. Michał I Terlecki (1925[70])
- mjr / ppłk piech. Ryszard Żołędziowski (5 V 1927 – 28 I 1931 → kierownik 9 Okr. Urz. WFiPW[71])
- ppłk piech. dr Rudolf Czerkiewski (I 1931[71] – 7 VI 1934 → praktyka poborowa w PKU Jarosław[72][73])
- ppłk piech. Aleksander Kiszkowski (7 VI 1934[74] – VIII 1939 → dowódca OZ 17 DP)

II zastępca dowódcy pułku (kwatermistrz)
- mjr piech. Leonard Krukowski (1939)

### Żołnierze 70 pułku piechoty – ofiary zbrodni katyńskiej
Biogramy ofiar zbrodni katyńskiej znajdują się między innymi w bazach udostępnionych przez Ministerstwo Kultury i Dziedzictwa Narodowego oraz Muzeum Katyńskie.
| Nazwisko i imię             | stopień    | zawód             | miejsce pracy przed mobilizacją          | zamordowany |
| --------------------------- | ---------- | ----------------- | ---------------------------------------- | ----------- |
| Baranowski Józef            | por. rez.  | nauczyciel        | kier. szkoły w Piaskach                  | Charków     |
| Cerekwicki Szczepan         | ppor. rez. | nauczyciel        | szkoła w Ludwinowie                      | Katyń       |
| Chmielewski Marian          | ppor. rez. | lekarz            | z-ca dyr. Sanatorium „Górka” w Busku     | Charków     |
| Cierniak Edward             | ppor. rez. |                   |                                          | Charków     |
| Czapiewski Stanisław        | ppor. rez. | dziennikarz       |                                          | Charków     |
| Frąckowiak Ignacy           | ppor. rez. | nauczyciel        |                                          | Charków     |
| Fibak Leonard Erazm         | ppor. rez. | technik farmacji  | apteka w Poznaniu                        | Katyń       |
| Kaczmarek Jan               | ppor. rez. | absolwent UW      | kmdt. JHP w Radomiu                      | Charków     |
| Kasprzak Jarogniew          | ppor. rez. | ekonomista        |                                          | Charków     |
| Krukowski Henryk            | ppor. rez. | prawnik           | Krajowe Ubezpieczenia Ogniowe w Poznaniu | Katyń       |
| Łopiński Florian            | ppor. rez. | ekonomista, mgr   |                                          | Charków     |
| Michalak Jan                | ppor. rez. | nauczyciel        |                                          | Katyń       |
| Mossakowski Zygmunt         | kapitan    | żołnierz zawodowy | oficer placu Tarnopol (54 pp)            | Katyń       |
| Nuszel Kazimierz            | ppor. rez. | prawnik           | Sąd Apelacyjny w Poznaniu                | Katyń       |
| Olszewski Alfons (ur. 1899) | ppor. rez. |                   | firma w Rawiczu                          | Katyń       |
| Siekierski Helidor          | ppor. rez. | urzędnik          | Urząd Skarbowy w Jarocinie               | Charków     |
| Skoraszewski Roman          | por. rez.  | komornik          | Sąd Grodzki w Kościanie                  | Charków     |
| Stekiel Kazimierz           | ppor. rez. |                   |                                          | Charków     |
| Śramski Adam                | ppor. rez. | absolwent WSH     | Urząd Skarbowy w Poznaniu                | Katyń       |
| Talaga Franciszek           | por. rez.  | nauczyciel        |                                          | Charków     |
| Tyczewski Stanisław         | ppor. rez. | nauczyciel        | kier. szkoły w Jeżewie k. Gostynia       | Charków     |
| Włostowski Hieronim         | ppor. rez. | absolwent UAM     | urzędnik w Nowogródku                    | Katyń       |

## Upamiętnienie
Tradycje pułku kultywuje 17 Wielkopolska Brygada Zmechanizowana im. gen. broni Józefa Dowbor-Muśnickiego.

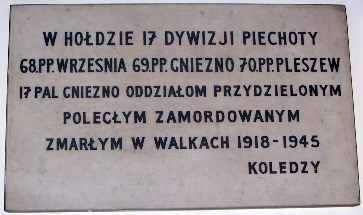
Tablica w kościele garnizonowym w Londynie